# Faculté de médecine et de pharmacie de Casablanca
La faculté de pharmacie et de médecine de Casablanca (FMPC) est une faculté marocaine de médecine publique située à Casablanca. Elle est affiliée à l'université Hassan II de Casablanca.

## Locaux
La faculté est d'une superficie de 6 hectares, qui comprend notamment:
Des locaux administratifs : décanat, secrétariat général, services administratifs.
Des locaux pour l’enseignement : amphithéâtres d’une capacité moyenne de 500 places (Errazzi, Ibn Nafiss, Ibn Sina, Ibn Toufail), salles pour l’enseignement dirigé (20 salles), salles pour les travaux pratiques (20 salles), amphithéâtres pour les thèses et formations (Jamila Hachim, Jawad El Jai, Ibn Rochd).
Des laboratoires (anatomie, anatomie pathologie, biochimie, biophysique, biostatiques et épidémiologie, hématologie, histologie, immunologie, microbiologie, parasitologie, pharmacologie et physiologie).
- Une bibliothèque située dans un espace de deux étages. Elle comporte 3 salles de lecture, 1 salle pour consulter des pièces anatomiques et 1 salle équipée d’ordinateurs.

Un centre de simulation médicale, « Casablanca Sim ».

## Cursus médical

### Diplôme de médecine générale: 6 ans
- Premier cycle (première et deuxième année): formation théorique.
- Deuxième cycle (troisième, quatrième et cinquième année) : formation théorique et pratique à l’hôpital.
- Troisième cycle (sixième): formation pratique à l’hôpital.

### Diplôme de spécialité médicale
- 3 à 5 ans (selon la spécialité): voies d’accès: concours d’internat ou concours de résidanat.

## Cursus pharmaceutique
La formation de pharmaceutique comprend 41 modules au total dont 3 essentiellement des stages durant la 4e année, qui inclut : la chimie analytique, AHE, pharmacie galénique, chimie thérapeutique, pharmacologie générale et médecine sociale, physiologie, cytoBM, biophysique, biochimie métabolique, immunologie, toxicologie, parasitologie, hématologie, pharmacognosie, droit pharmaceutique, nutrition, sémiologie médicale etc.

## Accès
La Faculté est accessible par transports via les lignes de bus L006 et L067 aux arrêts Tariq Bnou Zyad et Faculté Médecine, L038 à l'arrêt Institut Pasteur, L038 L051 L063 L097 L97B L143 à l'arrêt Lycée Lahlou.
Par tramway avec la ligne 1 à l'arrêt Faculté de Médecine.